# Список объектов всемирного наследия ЮНЕСКО в Гондурасе
В спи́ске объе́ктов Всеми́рного насле́дия ЮНЕ́СКО в Гондурасе значатся 2 наименования (на 2012 год), это составляет 0,2 % от общего числа (1248 на 2025 год). 1 объект включен в список по культурным критериям, 1 объект — по природным.
Первый объект на территории Гондураса был занесён в список в 1980 году на 4-й сессии Комитета всемирного наследия ЮНЕСКО. На 2010 г. кандидатов на включение в список всемирного наследия не имеется.

## Список
Объекты расположены в порядке их добавления в список всемирного наследия.
| # | Изображение | Название                                                              | Местоположение             | Время создания         | Год внесения в список | №   | Критерии         |
| - | ----------- | --------------------------------------------------------------------- | -------------------------- | ---------------------- | --------------------- | --- | ---------------- |
| 1 |             | Город индейцев майя Копан Sitio maya de Copán                         | Департамент Копан          | около 1300 г. до н. э. | 1980                  | 129 | iv, vi           |
| 2 |             | Биосферный резерват Рио-Платано Reserva de la Biosfera de Río Plátano | Департамент Грасьяс-а-Дьос | —                      | 1982                  | 196 | vii, viii, ix, x |